# Summan Laatit
Summan Laatit är öar i Finland.   De ligger i den ekonomiska regionen  Kotka-Fredrikshamn  och landskapet Kymmenedalen, i den södra delen av landet, 120 km öster om huvudstaden Helsingfors.
Terrängen på Summan Laatit är mycket platt.